# 유용원
유용원(庾龍源, 1964년 3월 10일~)은 대한민국 최초의 군사전문기자 출신 정치인이다. 제22대 국회의원이다.
충남 천안에서 태어나 남산초등학교, 천안중학교, 천안중앙고를 마치고, 1987년 서울대학교 경제학과를 졸업했다. 1990년 조선일보에 입사, 1993년부터 국방부를 담당했으며, 2001년 8월부터 유용원의 군사세계라는 국내 최대 군사전문 웹사이트를 운영하고 있다. 대한민국 최초의 군사전문기자로 꼽히며 국내 언론인중 최장수 국방부 출입기자(20여년) 기록을 갖고 있다. 2013년 김관진 국방장관으로부터 출입 20년 감사장을 받았다. 1992년 12월 하나회 명단 공개 등 조선일보 사상 최다 특종기록 등 다수의 사내외 특종상 및 기자상을 받았다.

## 학력
- 1980년: 천안중학교 졸업
- 1983년: 천안중앙고등학교 졸업
- 1987년: 서울대학교 경제학 학사

## 약력
- 1990년: 조선일보사 입사
- 1990년 6월~1993년 1월: 월간조선 근무
- 1993년 1월~2024년 3월: 조선일보 사회부 및 정치부 근무(현 논설위원겸 군사전문기자)
- 1996년 7월~1997년 7월: 미국 미주리대 저널리즘 스쿨 연수
- 2024년 3월~2024년 4월 국민의미래 비례대표 국회의원 후보
- 2024년 3월~2024년 4월 국민의미래 4·10 총선 중앙선거대책위원회 공보단 대변인
- 2024년 4월 10일: 대한민국 제22대 국회의원 선거 당선(비례대표, 국민의힘, 초선)
- 2024년 8월~2025년 6월: 국민의힘 사기 탄핵 공작 진사규명 태스크포스 위원
- 2024년 8월~2025년 6월: 국민의힘 정책위원회 산하 원전산업지원특별위원회 위원
- 2024년 9월~: 국민의힘 국민통합위원회 부위원장
- 2024년 11월~2025년 6월 국민의힘 정책위원회 산하 AI 세계 3대 강국 도약 특별위원회 위원
- 2025년 4월 ~ 2025년 5월: 국민의힘 한동훈 제21대 대통령 선거 경선후보 국민먼저 캠프 국방위원장

### 의정 활동
- 2024. 5.~ 제22대 국회의원(비례대표, 국민의힘)
  - 2024. 6.~2025. 2. 제22대 국회 전반기 국방위원회 위원
    - 제22대 국회 전반기 국방위원회 법률안심사소위원회 위원
    - 제22대 국회 전반기 국방위원회 예산결산심사소위원회 위원

  - 국회 글로벌외교안보포럼 구성의원
  - 국회 AI와 우리의 미래 구성의원
  - 국회무궁화포럼 대표의원
  - 2024. 12.~ 제22대 국회 전반기 순직 해병 수사 방해 및 사건 은폐 등의 진상규명을 위한 국정조사특별위원회 위원
  - 2025. 2.~2025. 2. 제22대 국회 전반기 외교통일위원회 위원
  - 2025. 2.~2025. 6. 제22대 국회 전반기 국방위원회 위원
  - 2025. 6.~2025. 8. 제22대 국회 전반기 외교통일위원회 위원
  - 2025. 8.~ 제22대 국회 전반기 국방위원회 위원

## 전과
- 도로교통법위반(음주운전): 벌금 100만원 - 2008년 12월 8일 선고[1]

## 저서
- 북한군 시크릿 리포트, 2013, 플래닛 미디어
- 신의 방패 이지스, 공저, 2008년, 플래닛미디어
- 무기바이블 1.2.3, 2012~2014, 플래닛 미디어

## 방송
- 유용원의 밀리터리 시크릿, TV조선, 2012년 2월 4일~2012년 3월 24일(시즌1)

## 역대 선거 결과
| 실시년도 | 선거   | 대수 | 직책     | 선거구   | 정당       | 득표수       | 득표율          | 순위          | 당락 | 비고 |
| -------- | ------ | ---- | -------- | -------- | ---------- | ------------ | --------------- | ------------- | ---- | ---- |
| 2024년   | 총선   | 22대 | 국회의원 | 비례대표 | 국민의미래 | 10,395,264표 | \| \| 36.67% \| | 비례대표 12번 |      | 초선 |
|          | 36.67% |      |          |          |            |              |                 |               |      |      |

## 소속 정당
| 소속 정당 | 소속 정당  | 소속 기간 | 비고      |
| --------- | ---------- | --------- | --------- |
|           | 국민의힘   | 2024      | 정계 입문 |
|           | 무소속     | 2024      | 탈당      |
|           | 국민의미래 | 2024      | 입당      |
|           | 국민의힘   | 2024~현재 | 합당      |

## 같이 보기
- 대한민국 제22대 국회의원 선거 국민의미래 후보 목록#비례대표